# Lowe (Familienname)
Lowe ist ein englischer Familienname.

## Namensträger

### A
- Adolph Lowe (geb. Löwe; 1893–1995), deutscher Soziologe und Nationalökonom
- Al Lowe (* 1946), US-amerikanischer Spieleentwickler
- Albert Peter Lowe (1861–1942), kanadischer Geologe und Entdeckungsreisender
- Alex Lowe (Bergsteiger) (Stewart Alexander Lowe; 1958–1999), US-amerikanischer Bergsteiger
- Alex Lowe (Schauspieler) (* 1968), britischer Schauspieler, Komiker und Synchronsprecher
- Allen Lowe, US-amerikanischer Musikhistoriker, Toningenieur, Komponist und Musiker
- Andrea Lowe (* 1975), britische Schauspielerin
- Andrew Lowe (Astronom) (* 1959), kanadischer Geophysiker und Astronom
- Andrew Lowe (Produzent) (* 1968), irischer Filmproduzent
- Andrew Lowe (Boxer) (* 1974), britischer Boxer
- Anita Lowe, australische Maskenbildnerin
- Ann Lowe (1898–1981), US-amerikanische Modedesignerin
- Arthur Lowe (1915–1982), britischer Schauspieler
- Arthur Holden Lowe (1886–1958), englischer Tennisspieler

### B
- Beatrice Hill-Lowe, britische Bogenschützin
- Bill Lowe (* 1946), US-amerikanischer Jazzmusiker, Komponist und Hochschullehrer
- Bobby Lowe (Baseballspieler) (1865–1951), US-amerikanischer Baseballspieler
- Bobby Lowe (Kampfsportler) (Edward Lowe; 1929–2011), chinesisch-amerikanischer Kampfsportler und -künstler

### C
- Chad Lowe (* 1968), US-amerikanischer Schauspieler
- Charles Herbert Lowe (1920–2002), US-amerikanischer Biologe und Herpetologe
- Chaunté Lowe (* 1984), US-amerikanische Leichtathletin
- Chris Lowe (* 1959), britischer Musiker
- Crystal Lowe (* 1981), kanadische Schauspielerin

### D
- Daisy Lowe (* 1989), britisches Model und Schauspielerin
- Damion Lowe (* 1993), jamaikanischer Fußballspieler
- David Lowe (Komponist) (* 1959), britischer Komponist
- David Lowe (Schwimmer) (* 1960), britischer Schwimmer
- David Lowe (Fußballspieler) (* 1965), englischer Fußballspieler
- David Lowe (Informatiker), kanadischer Informatiker
- David Perley Lowe (1823–1882), US-amerikanischer Politiker
- Debra Harrison-Lowe, US-amerikanische Schauspielerin
- Denis Lowe (* vor 1984), Psychologe und Politiker aus Barbados
- Doug Lowe (* 1942), australischer Politiker
- Douglas Lowe (1902–1981), britischer Leichtathlet
- Drury Curzon Drury-Lowe (1830–1908), britischer Generalleutnant

### E
- E. J. Lowe (Edward Jonathan Lowe; 1950–2014), englischer Philosoph
- Ed Lowe (* 2003), britischer Radsportler
- Eddie Lowe (Edward Lowe; 1925–2009), englischer Fußballspieler und -trainer
- Edmund Lowe (1890–1971), US-amerikanischer Schauspieler
- Edward Lowe (Unternehmer) (1920–1995), US-amerikanischer Unternehmer
- Elias Avery Lowe (1879–1969), US-amerikanischer Paläograf
- Enoch Louis Lowe (1820–1892), US-amerikanischer Politiker

### F
- Francis William Lowe, 1. Baronet (siehe Francis Lowe (Politiker); 1852–1929), britischer Tennisspieler
- Francis Gordon Lowe, 2. Baronet (siehe Gordon Lowe; 1898–1929), britischer Politiker
- Frank Lowe (1943–2003), US-amerikanischer Jazz-Saxophonist

### G
- George Lowe (Baseballspieler) (1895–1981), US-amerikanischer Baseballspieler
- George Lowe (Cricketspieler) (1915–2008), englischer Cricketspieler
- George Lowe (Bergsteiger) (1924–2013), neuseeländischer Bergsteiger, Dokumentarfilmer und Autor
- George Lowe (Komiker) (* 1958), US-amerikanischer Komiker
- George Lowe (Rugbyspieler) (* 1989), englischer Rugbyspieler
- Greg Lowe (* 1947), US-amerikanischer Fotograf, Bergsteiger, Kameramann und Filmproduzent

### H
- Hannah Lowe (* 1976), britische Schriftstellerin und Lyrikerin
- Harold Lowe (1882–1944), britischer Marineoffizier
- Harry Lowe (Fußballspieler, März 1886) (1886–1958), englischer Fußballspieler
- Harry Lowe (Fußballspieler, August 1886) (1886–1966), englischer Fußballspieler und -trainer
- Harry Lowe (Fußballspieler, 19. Februar 1907) (1907–1975), schottischer Fußballspieler
- Harry Lowe (Fußballspieler, 24. Februar 1907) (1907–1988), schottischer Fußballspieler und -trainer
- Heather Lowe (* 1951), US-amerikanische Schauspielerin
- Helen Tracy Lowe-Porter (1877–1963), US-amerikanische Übersetzerin
- Horace Arthur Lowe (1869–1930), britischer Textilchemiker
- Hudson Lowe (1769–1844), britischer General

### J
- Jamal Lowe (* 1994), englisch-jamaikanischer Fußballspieler
- James Lowe (Cricketspieler) (* 1982), englischer Cricketspieler
- James Lowe (Fußballspieler) (1863–1922), schottischer Fußballspieler
- James Lowe (Ruderer) (* 1956), australischer Ruderer
- James Lowe (Rugbyspieler) (* 1992), neuseeländisch-irischer Rugbyspieler
- Jason Lowe (Dartspieler) (* 1972), englischer Dartspieler
- Jason Lowe (Fußballspieler) (* 1991), englischer Fußballspieler
- Jeff Lowe (1950–2018), US-amerikanischer Bergsteiger
- Jemma Lowe (* 1990), britische Schwimmerin
- Jim Lowe (1923–2016), US-amerikanischer Hörfunkmoderator, Sänger und Songschreiber
- Johann Michael Siegfried Lowe (1756–1831), deutscher Maler, Kupferstecher und Radierer
- John Lowe (* 1945), englischer Dartspieler
- John Lowe III (1916–2012), US-amerikanischer Geotechniker
- John B. Lowe, kanadischer Schauspieler, Filmproduzent, Filmregisseur, Drehbuchautor, Filmeditor und Schauspiellehrer
- John Duff Lowe, britischer Pianist, Mitglied von The Quarrymen

### K
- Karsta Lowe (* 1993), US-amerikanische Volleyballspielerin
- Keegan Lowe (* 1993), US-amerikanisch-kanadischer Eishockeyspieler
- Keith Lowe (Musiker), US-amerikanischer Jazzbassist
- Keith Lowe (Schriftsteller) (* 1970), englischer Schriftsteller
- Keith Lowe (Fußballspieler) (* 1985), englischer Fußballspieler
- Kevin Lowe (* 1959), kanadischer Eishockeyspieler

### L
- Lauren Bate-Lowe (* 1999), britische Bahnradsportlerin, siehe Lauren Bate
- Leroy Lowe (1944–1999), amerikanischer Schlagzeuger

### M
- Malick Lowe, gambischer Politiker
- Martin Lowe (* um 1968), englischer Komponist, Arrangeur, Bühnenmusiker und Dirigent
- Max Lowe (* 1997), englischer Fußballspieler
- Mundell Lowe (1922–2017), US-amerikanischer Jazzgitarrist und Arrangeur

### N
- Nick Lowe (* 1949), englischer Bassist, Sänger und Musikproduzent

### O
- Olga Lowe († 2013), britische Schauspielerin
- Onandi Lowe (* 1973), jamaikanischer Fußballspieler

### P
- Paddy Lowe (* 1962), britischer Ingenieur und Rennwagenkonstrukteur
- Pat Lowe (* 1943), britische Leichtathletin
- Paul Lowe (Footballspieler) (* 1935 oder 1936), US-amerikanischer American-Football-Spieler
- Paul Lowe (Fotograf) (1963–2024), britischer Fotojournalist
- Pearl Lowe (* 1971), US-amerikanische Sängerin
- Percy Roycroft Lowe (1870–1948), britischer Vogelkundler
- Philip Lowe (* 1947), britischer Politiker
- Philippa Lowe (* 1992), britische Sprinterin

### R
- Ralph P. Lowe (1805–1883), US-amerikanischer Politiker
- Richard Barrett Lowe (1902–1972), US-amerikanischer Politiker
- Richard Thomas Lowe (1802–1874), britischer Zoologe und Botaniker
- Rick Lowe (* 1961), US-amerikanischer Künstler der Social Practice Art
- Rob Lowe (* 1964), US-amerikanischer Schauspieler
- Robert Lowe, 1. Viscount Sherbrooke (1811–1892), britischer Politiker
- Rohey Malick Lowe (* 1971), gambische Unternehmerin und Politikerin
- Rosemary Lowe-McConnell († 2014), britische Ichthyologin

### S
- Sean David Lowe, deutscher Filmproduzent, Moderator und Drehbuchautor
- Saffie Lowe Ceesay, gambische Politikerin und Diplomatin
- Sammy Lowe (1918–1993), US-amerikanischer Trompeter, Arrangeur und Orchesterleiter
- Sara Lowe (* 1984), US-amerikanische Synchronschwimmerin
- Skip E. Lowe († 2014), US-amerikanischer Fernsehmoderator
- Sophie Lowe (* 1990), australische Schauspielerin
- Stephen Marmion Lowe (* 1962), neuseeländischer Geistlicher, Bischof von Auckland

### T
- Ted Lowe (1920–2011), britischer Sportkommentator
- Thomas Lowe (1719–1783), englischer Sänger (Tenor)
- Todd Lowe (* 1977), US-amerikanischer Schauspieler
- Tom Lowe (* 1978), britischer Duathlet und Triathlet
- Tomas Lowe (1988–2016), britischer Rockmusiker, siehe Viola Beach
- Trent Lowe (* 1984), australischer Radrennfahrer

### V
- Vaughan Lowe (* 1952), britischer Völkerrechtler

### W
- William C. Lowe († 2013), US-amerikanischer Ingenieur
- William M. Lowe (1842–1882), US-amerikanischer Politiker
- Willoughby Prescott Lowe (1872–1949), englischer Ornithologe und Naturforscher

### Y
- Yehuda Ludwig Lowe (1905–1983), israelischer Agronom